# John N. Norton
John Nathaniel Norton (* 12. Mai 1878 bei Stromsburg, Polk County, Nebraska; † 5. Oktober 1960 in Washington, D.C.) war ein US-amerikanischer Politiker. Zwischen 1927 und 1929 sowie nochmals von 1931 bis 1933 vertrat er den vierten Wahlbezirk des Bundesstaates Nebraska im US-Repräsentantenhaus.

## Werdegang
John Norton besuchte die öffentlichen Schulen seiner Heimat und die Bryant Normal University in Stromsburg. Danach studierte er bis 1901 an der Nebraska Wesleyan University in Lincoln. Zwischen 1906 und 1906 war er Verwaltungsangestellter im Polk County. Von 1908 bis 1909 war er auch Bürgermeister von Osceola. Zwischen 1910 und 1922 bewirtschaftete Norton eine Farm in der Nähe des Ortes Polk. Politisch war Norton Mitglied der Demokratischen Partei. Von 1911 bis 1918 gehörte er dem Repräsentantenhaus von Nebraska an; in den Jahren 1919 und 1920 war er Mitglied einer Versammlung zur Überarbeitung der Staatsverfassung von Nebraska. 1924 kandidierte er erfolglos für das Amt des Gouverneurs von Nebraska.
Bei den Kongresswahlen des Jahres 1926 wurde Norton in das US-Repräsentantenhaus gewählt, wo er am 4. März 1927 den Republikaner Melvin O. McLaughlin ablöste. Da er aber bei den nächsten Wahlen McLaughlin unterlag, konnte er bis zum 3. März 1929 zunächst nur eine Legislaturperiode im Kongress absolvieren. Zwei Jahre später, im Jahr 1930, schaffte er den Wiedereinzug in den Kongress und konnte zwischen dem 4. März 1931 und dem 3. März 1933 eine weitere Amtszeit im Repräsentantenhaus verbringen. Für die Wahlen des Jahres 1932 wurde er von seiner Partei nicht erneut nominiert.
Auch nach seiner Zeit im Kongress blieb John Norton politisch tätig. Zwischen 1933 und 1936 war er Mitglied und Berater der Agricultural Adjustment Administration, einer Behörde, die als Teil des New-Deal-Programms der Bundesregierung unter Präsident Franklin D. Roosevelt gegründet wurde und die landwirtschaftliche Produktion der aktuellen Lage anpasste sowie gegebenenfalls den Farmern Prämien für die Drosselung der Produktion auszahlte. Damit sollte ein Produktionsüberschuss vermieden bzw. abgebaut werden. In den Jahren 1937 und 1938 war Norton Mitglied der Nebraska Legislature. Danach fungierte er von 1939 bis 1948 als Berater der Federal Crop Insurance Corporation in der Bundeshauptstadt Washington. Er war der Vater von Evelyn Lincoln, der persönlichen Sekretärin Kennedys und ist 1960 verstorben.